# Königsberg
Königsberg (alemão: [ˈkøːnɪçsbɛʁk] (escutarⓘ), também aceite a grafia Conisberga, foi a histórica cidade prussiana que agora é chamada de Kaliningrado, um exclave Russo. Königsberg foi fundada em 1255 no local do antigo assentamento prussiano Twangste pelos cavaleiros teutônicos durante as cruzadas do norte, e foi nomeada em honra ao Rei Otacar II da Boêmia. Por ser uma cidade portuária do báltico, acabou tornando-se a capital de seu estado monástico, o Ducado da Prússia (1525-1701) e da Prússia Oriental. Königsberg permaneceu a cidade de coroação da monarquia prussiana, embora a capital tenha sido transferida para Berlim em 1701.
Entre os séculos XIII e XX, os habitantes falavam predominantemente o alemão, embora a cidade multicultural também tenha influenciado profundamente as culturas lituana e polonesa. A cidade foi um centro editorial de literatura luterana, incluindo a primeira tradução polonesa do Novo Testamento, impresso na cidade em 1551, o primeiro livro em lituano e o primeiro catecismo luterano, ambos impressos em Königsberg em 1547. Uma cidade universitária, lar da Universidade Albertina (fundada em 1544), Königsberg desenvolveu-se como um importante centro cultural e intelectual alemão, sendo residência de Simon Dach, Immanuel Kant, Käthe Kollwitz, E. T. A. Hoffmann, David Hilbert, Agnes Miegel, Hannah Arendt, Michael Wieck, e outros.
Königsberg foi a maior cidade oriental da Alemanha até a Segunda Guerra Mundial. A cidade foi severamente danificada pelos bombardeios aliados em 1944 e durante a Batalha de Königsberg em 1945, quando foi ocupada pela União Soviética. O Acordo de Potsdam de 1945, colocou-a provisoriamente sob a administração soviética, e foi anexada em 9 de abril de 1945. A população alemã local foi expurgada e a cidade foi repovoada pelos russos e outros da União Soviética. A cidade foi renomeada para Kaliningrado em 1946, em homenagem ao líder soviético Mikhail Kalinin ("grado" em russo significa "cidade", portanto seu nome é "Cidade do Kalinin"). Atualmente é a capital do Oblast de Kaliningrado, um exclave russo que faz fronteira ao norte com a Lituânia e ao sul com a Polônia. No Tratado Dois Mais Quatro de 1990, a Alemanha renunciou as suas reivindicações sobre o território.

## Etimologia
A primeira menção desta localização nas crônicas, retrata o local como uma vila de pescadores e caçadores. Quando os cruzados teutônicos iniciaram suas Cruzadas Bálticas, eles construíram uma fortaleza de madeira e, mais tarde, uma fortaleza de pedra, nomeando-a como "Conigsberg", que futuramente se transformou em "Königsberg". O significado literal do nome é "Montanha do Rei", em aparente homenagem ao Rei Otacar II da Boêmia, que liderou uma das campanhas teutônicas. Em lituano, a cidade é chamada Karaliaučius (contendo o mesmo significado que o nome em alemão).

## História

### Sambianos
Königsberg foi precedida por um forte sambiano, ou prussiano antigo, conhecido como Twangste, que significa "floresta de carvalhos", também como vários assentamentos prussianos antigos, incluindo a vila pesqueira e o porto Lipnick, e as aldeias agrícolas de Sakkeim e Trakkeim.

### Chegada da Ordem Teutônica

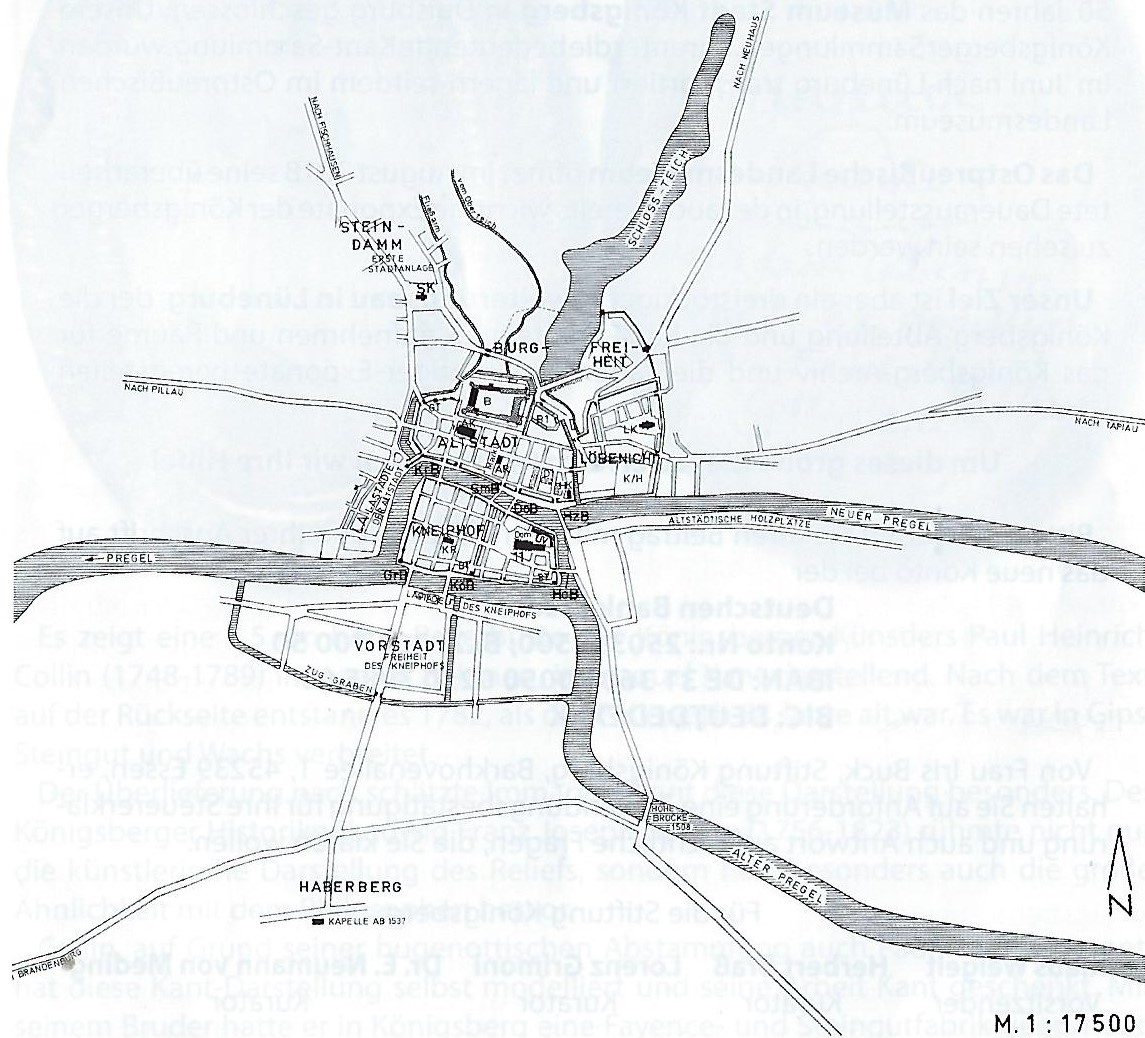
Mapa de Königsberg em 1255

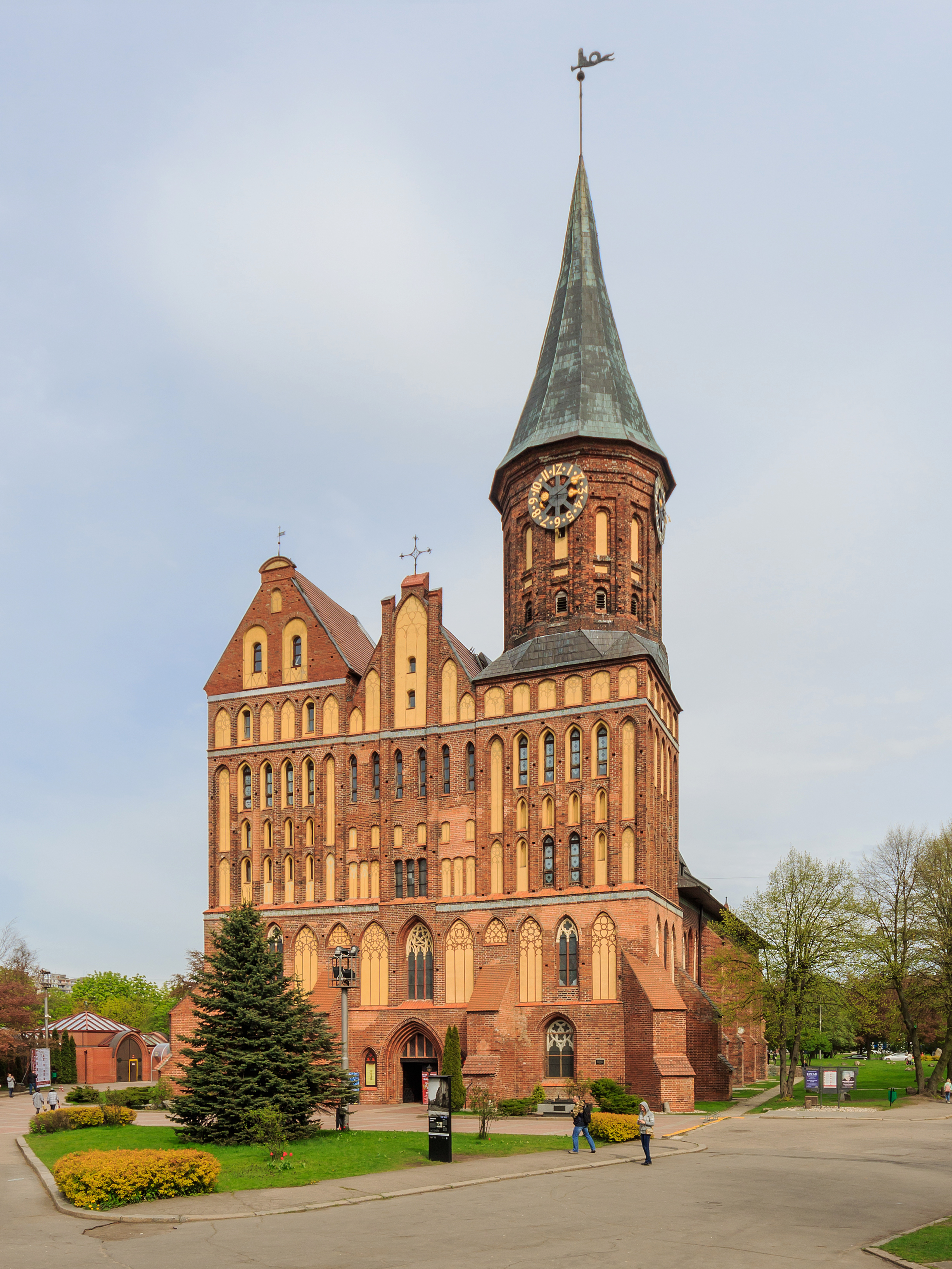
A Catedral de Königsberg, fundada no século XIV, onde Immanuel Kant está enterrado.

Durante a conquista dos Sambianos prussianos pelos Cavaleiros Teutônicos em 1255, Twangste foi destruída e substituída por uma nova fortaleza conhecida como Conigsberg. Este nome significava "Montanha do Rei" (em latim: castrum Koningsberg, Mons Regius, Regiomontium), em homenagem ao rei Otacar II da Boêmia, que pagou pela construção da primeira fortaleza durante a Cruzada Prussiana. A noroeste deste novo castelo de Königsberg surgiu um assentamento inicial, mais tarde conhecido como Steindamm, aproximadamente 7 km da Lagoa do Vístula.
A Ordem Teutônica usou Königsberg para fortalecer suas conquistas em Samland e como base para campanhas contra a Lituânia pagã. Sob cerco durante as revoltas prussianas em 1262-1263, o Castelo de Königsberg foi aliviado pelo Mestre da Ordem da Livônia. Como o assentamento inicial do noroeste foi destruído pelos prussianos durante a rebelião, a reconstrução ocorreu no vale sul entre a colina do castelo e o rio Prególia.
Dentro do Estado da Ordem Teutônica, Königsberg era a residência do marechal, um dos principais administradores da ordem militar. A cidade também era a sede do Bispado de Samland, uma das quatro dioceses em que a Prússia havia sido dividida em 1243 pelo legado papal, Guilherme de Módena. Adalberto de Praga tornou-se o principal santo padroeiro da Catedral de Königsberg, um marco da cidade localizada em Kneiphof.
Königsberg juntou-se à Liga Hanseática em 1340 e tornou-se um importante porto para a região sudeste do Báltico, comercializando mercadorias em toda a Prússia, o Reino da Polônia e o Grão-Ducado da Lituânia. O cronista Pedro de Dusburgo provavelmente escreveu seu Chronicon terrae Prussiae em Königsberg de 1324 a 1330. Após a vitória da Ordem Teutônica sobre os lituanos pagãos na Batalha de Strawen em 1348, o Grão-Mestre Winrich von Kniprode estabeleceu um convento cisterciense na cidade. Estudantes aspirantes foram educados em Königsberg antes de continuarem para o ensino superior em outros lugares, como Praga ou Leipzig.

Embora os cavaleiros tenham sofrido uma derrota paralisante na Batalha de Grunwald (Tannenberg), Königsberg permaneceu sob o controle dos Cavaleiros Teutônicos durante a Guerra Polaco-Lituana-Teutônica. Cavaleiros da Livônia substituíram a guarnição do ramo prussiano em Königsberg, permitindo-lhes participar na recuperação das cidades ocupadas pelas tropas de Ladislau II Jagelão da Polônia.

A Confederação Prussiana ofereceu incorporar a Prússia à Coroa do Reino da Polônia em 1454; Arquivos Centrais de Registros Históricos, Varsóvia

Em 1454, a Confederação Prussiana se rebelou contra os Cavaleiros Teutônicos e pediu formalmente ao rei polonês Casimiro IV Jagelão que incorporasse a Prússia ao Reino da Polônia como um feudo. Isso marcou o início da Guerra dos Treze Anos (1454-66) entre o Estado da Ordem Teutônica e a Coroa do Reino da Polônia. Enquanto as três cidades de Königsberg inicialmente se juntaram à rebelião, Altstadt e Löbenicht logo se juntaram aos Cavaleiros Teutônicos e derrotaram Kneiphof em 1455. O Grão-Mestre Ludwig von Erlichshausen fugiu da capital dos cruzados no Castelo Marienburg para Königsberg em 1457; o magistrado da cidade presenteou Erlichshausen com um barril de cerveja por compaixão.
Quando a Prússia ocidental foi transferida para a vitoriosa Polônia no Segundo Tratado de Toruń (1466), que encerrou a Guerra dos Treze Anos, Königsberg tornou-se a nova capital do reduzido estado monástico, que se tornou um feudo da Coroa do Reino Polonês. Os grão-mestres assumiram os aposentos do marechal. Durante a Guerra Polaco-Teutônica (1519-1521), Königsberg foi sitiada sem sucesso pelas forças polonesas lideradas pelo Grão-Coroa Hetman Mikołaj Firlej.

### Ducado da Prússia
Através das pregações do bispo de Samland, Georg von Polenz, Königsberg tornou-se predominantemente luterana durante a Reforma Protestante. Depois de convocar um quórum dos Cavaleiros para Königsberg, o Grão-Mestre Alberto de Brandemburgo (membro da Casa de Hohenzollern) secularizou os territórios restantes dos Cavaleiros Teutônicos na Prússia em 1525 e se converteu ao luteranismo. Ao prestar homenagem feudal a seu tio, o rei Sigismundo I da Polônia, Alberto se tornou o primeiro duque do novo Ducado da Prússia, um feudo da Polônia. Enquanto as propriedades prussianas rapidamente se aliaram ao duque, o campesinato prussiano só juraria fidelidade a Alberto pessoalmente em Königsberg, buscando o apoio do duque contra a nobreza. Depois de convencer os rebeldes a depor as armas, Alberto tinha vários de seus líderes executados.

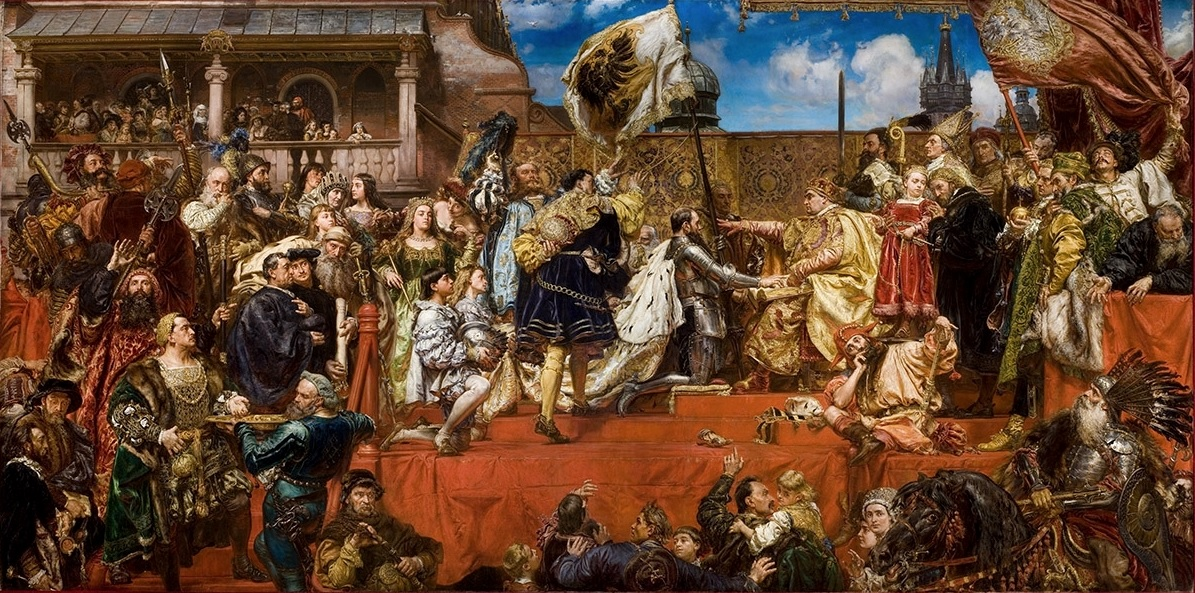
Homenagem prussiana: Alberto de Brandemburgo e seus irmãos prestam homenagem ao Ducado da Prússia ao rei Sigismundo I, o Velho da Polônia, 1525. Uma pintura engrandecida de Jan Matejko, 1882

Königsberg, a capital, tornou-se uma das maiores cidades e portos da Prússia ducal, com considerável autonomia, parlamento e moeda separados. Embora o alemão continuasse a ser a língua oficial, a cidade serviu como um centro vibrante de publicações em polonês e lituano. A cidade floresceu através da exportação de trigo, madeira, cânhamo e peles, bem como piche, alcatrão e cinzas volantes.
Königsberg foi um dos poucos portos do Báltico regularmente visitados por mais de cem navios anualmente no final do século XVI, juntamente com Danzig e Riga. A Universidade de Königsberg, fundada pelo duque Alberto em 1544 e recebendo a aprovação real do rei Sigismundo II Augusto em 1560, tornou-se um centro de ensino protestante. A universidade teve um profundo impacto no desenvolvimento da cultura lituana, e vários escritores lituanos importantes participaram da Albertina. A universidade também foi a instituição educacional preferida da nobreza alemã do Báltico.

### Brandemburgo-Prússia

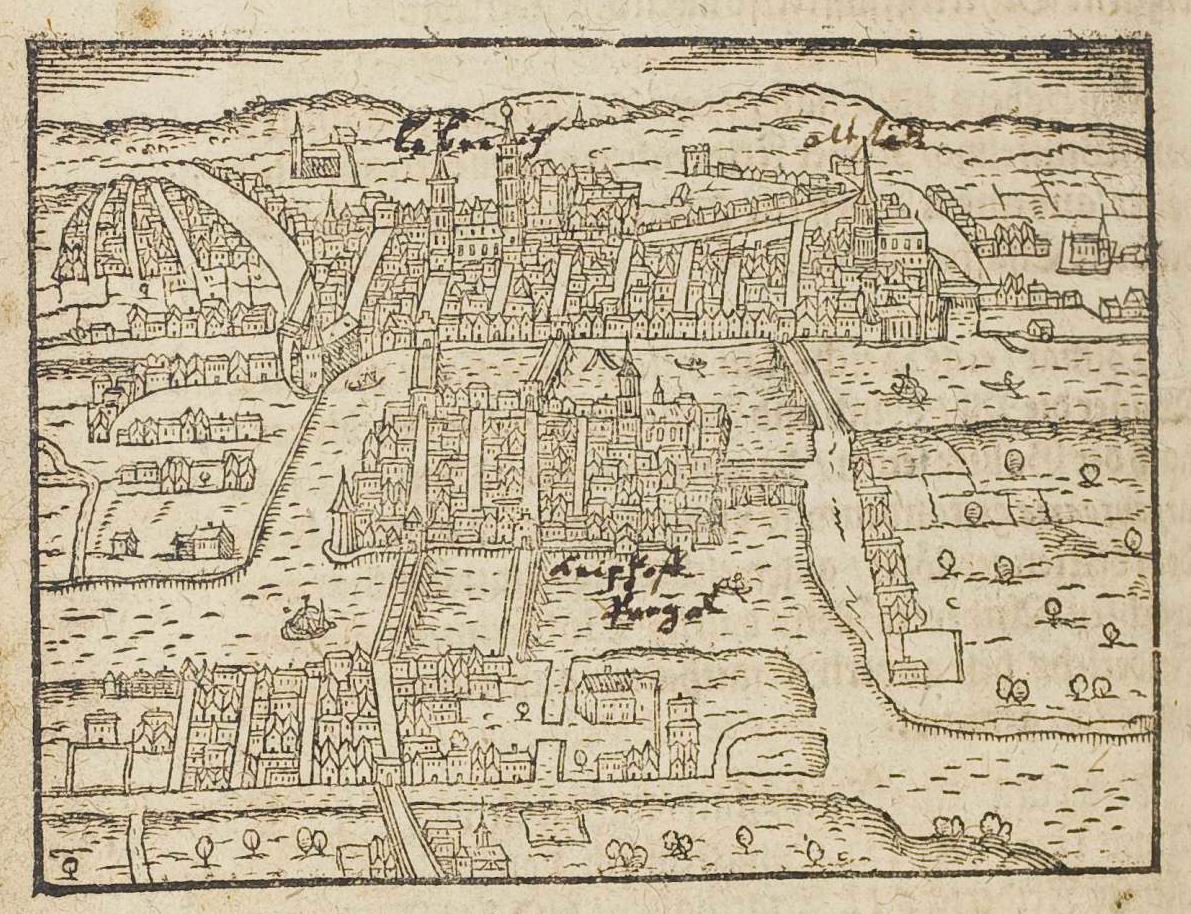
Königsberg em 1593

Quando os exércitos imperial e sueco invadiram Brandenburg durante a Guerra dos Trinta Anos de 1618-1648, a corte Hohenzollern fugiu para Königsberg. Em 1 de novembro de 1641, o eleitor Frederico Guilherme persuadiu a dieta prussiana a aceitar um imposto especial de consumo. No Tratado de Königsberg de janeiro de 1656, o eleitor reconheceu seu Ducado da Prússia como um feudo da Suécia. No Tratado de Wehlau em 1657, no entanto, ele negociou a libertação da Prússia da soberania polonesa em troca de uma aliança com a Polônia. O Tratado de Oliva de 1660 confirmou a independência da Prússia da Polônia e da Suécia.

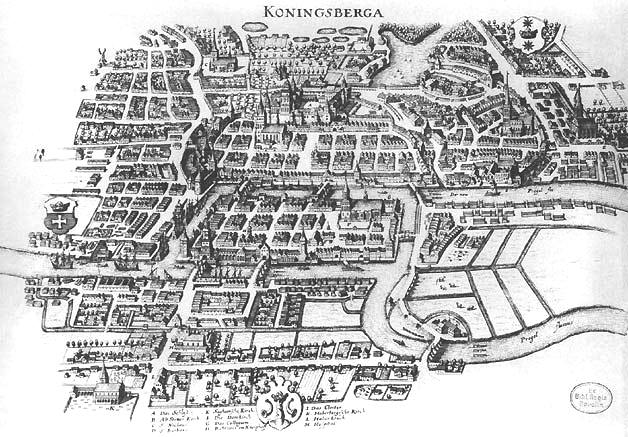
Mapa de Königsberg de 1651. Mostra Sete Pontes de Königsberg, um problema matemático resolvido por Leonhard Euler

Em 1661, Frederico Guilherme informou à dieta prussiana que possuía jus supremi et absoluti domini, e que o Landtag prussiano poderia se reunir com sua permissão. Os burgueses de Königsberg, liderados por Hieronymus Roth de Kneiphof, se opuseram às reivindicações absolutistas do "Grande Eleitor" e rejeitaram ativamente os Tratados de Wehlau e Oliva, vendo a Prússia como "indiscutivelmente contida no território da Coroa polonesa". Delegações dos burgueses da cidade foram para o rei polonês, João Casimiro, que inicialmente prometeu ajuda, mas depois não cumpriu. Os moradores da cidade atacaram as tropas do eleitor enquanto os padres luteranos locais realizavam missas para o rei polonês e para a Comunidade Polaco-Lituana. No entanto, Frederick William conseguiu impor sua autoridade depois de chegar com 3 000 soldados em outubro de 1662 e treinar sua artilharia na cidade. Recusando-se a pedir misericórdia, Roth foi preso em Peitz até sua morte em 1678.
As propriedades prussianas que juraram fidelidade a Frederico Guilherme em Königsberg em 18 de outubro de 1663 recusaram os pedidos de financiamento militar do eleitor, e o coronel Christian Ludwig von Kalckstein buscou assistência da vizinha Polônia. Depois que os agentes do eleitor sequestraram Kalckstein, ele foi executado em 1672. Seguiu-se a submissão das propriedades prussianas a Frederico Guilherme; em 1673 e 1674 o eleitor recebeu impostos não concedidos pelas propriedades e Königsberg recebeu uma guarnição sem o consentimento das propriedades. O enfraquecimento econômico e político de Königsberg fortaleceu o poder da nobreza Junker na Prússia.
Königsberg permaneceu por muito tempo um centro de resistência luterana ao calvinismo dentro de Brandemburgo-Prússia; Frederick William forçou a cidade a aceitar cidadãos calvinistas e proprietários em 1668.

### Reino da Prússia

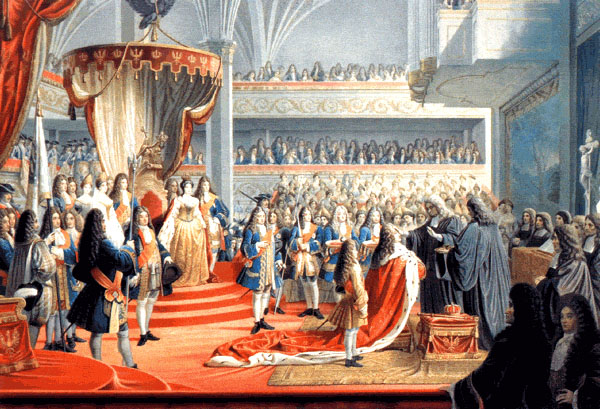
Coroação de Frederico I, Rei da Prússia, em 1701

Pelo ato de coroação no Castelo de Königsberg em 18 de janeiro de 1701, o filho de Frederico Guilherme, Eleitor Frederico III, tornou-se Frederico I, Rei da Prússia. A elevação do Ducado da Prússia ao Reino da Prússia foi possível porque a autoridade dos Hohenzollern na Prússia era independente da Polônia e do Sacro Império Romano. Como "Reino da Prússia" foi cada vez mais usado para designar todas as terras dos Hohenzollern, a antiga Prússia ducal ficou conhecida como a Província da Prússia (1701–1773), com Königsberg como sua capital. No entanto, Berlim e Potsdam em Brandemburgo foram as principais residências dos reis prussianos.
A cidade foi assolada pela peste e outras doenças de setembro de 1709 a abril de 1710, perdendo 9 368 pessoas, ou cerca de um quarto de sua população. Em 13 de junho de 1724, Altstadt, Kneiphof e Löbenicht se uniram para criar formalmente a cidade maior de Königsberg. Os subúrbios que posteriormente foram anexados a Königsberg incluem Sackheim, Rossgarten e Tragheim.

### Império Russo
Durante a Guerra dos Sete Anos de 1756 a 1763, as tropas imperiais russas ocuparam o leste da Prússia no início de 1758. Em 31 de dezembro de 1757, a imperatriz Elizabeth I da Rússia emitiu um ukase sobre a incorporação de Königsberg na Rússia. Em 24 de janeiro de 1758, os principais burgueses de Königsberg submeteram-se a Elizabeth. Cinco governadores-gerais imperiais russos administraram a cidade durante a guerra de 1758 a 1762. Sob os termos do Tratado de São Petersburgo (assinado em 5 de maio de 1762), a Rússia saiu da Guerra dos Sete Anos, o exército russo abandonou a Prússia oriental e a cidade voltou ao controle prussiano.

### Império da Prússia
Após a Primeira Partição da Polônia em 1772, Königsberg tornou-se a capital da província da Prússia Oriental em 1773, que substituiu a Província da Prússia em 1773. Em 1800 a cidade tinha aproximadamente 8 km de circunferência e tinha 60 000 habitantes, incluindo uma guarnição militar de 7 000, tornando-se uma das cidades alemãs mais populosas da época.
Após a derrota da Prússia nas mãos de Napoleão Bonaparte em 1806 durante a Guerra da Quarta Coalizão e a subsequente ocupação de Berlim, o rei Frederico Guilherme III da Prússia fugiu com sua corte de Berlim para Königsberg. A cidade era um centro de resistência política a Napoleão. A fim de fomentar o liberalismo e o nacionalismo entre a classe média prussiana, a "Liga da Virtude" foi fundada em Königsberg em abril de 1808. Os franceses forçaram sua dissolução em dezembro de 1809, mas seus ideais foram continuados pelo Turnbewegung de Friedrich Ludwig Jahn em Berlim. Funcionários de Königsberg, como Johann Gottfried Frey, formularam grande parte da Städteordnung de Stein de 1808, ou nova ordem para comunidades urbanas, que enfatizava a autoadministração das cidades prussianas. O Landwehr da Prússia Oriental foi organizado a partir da cidade após a Convenção de Tauroggen.

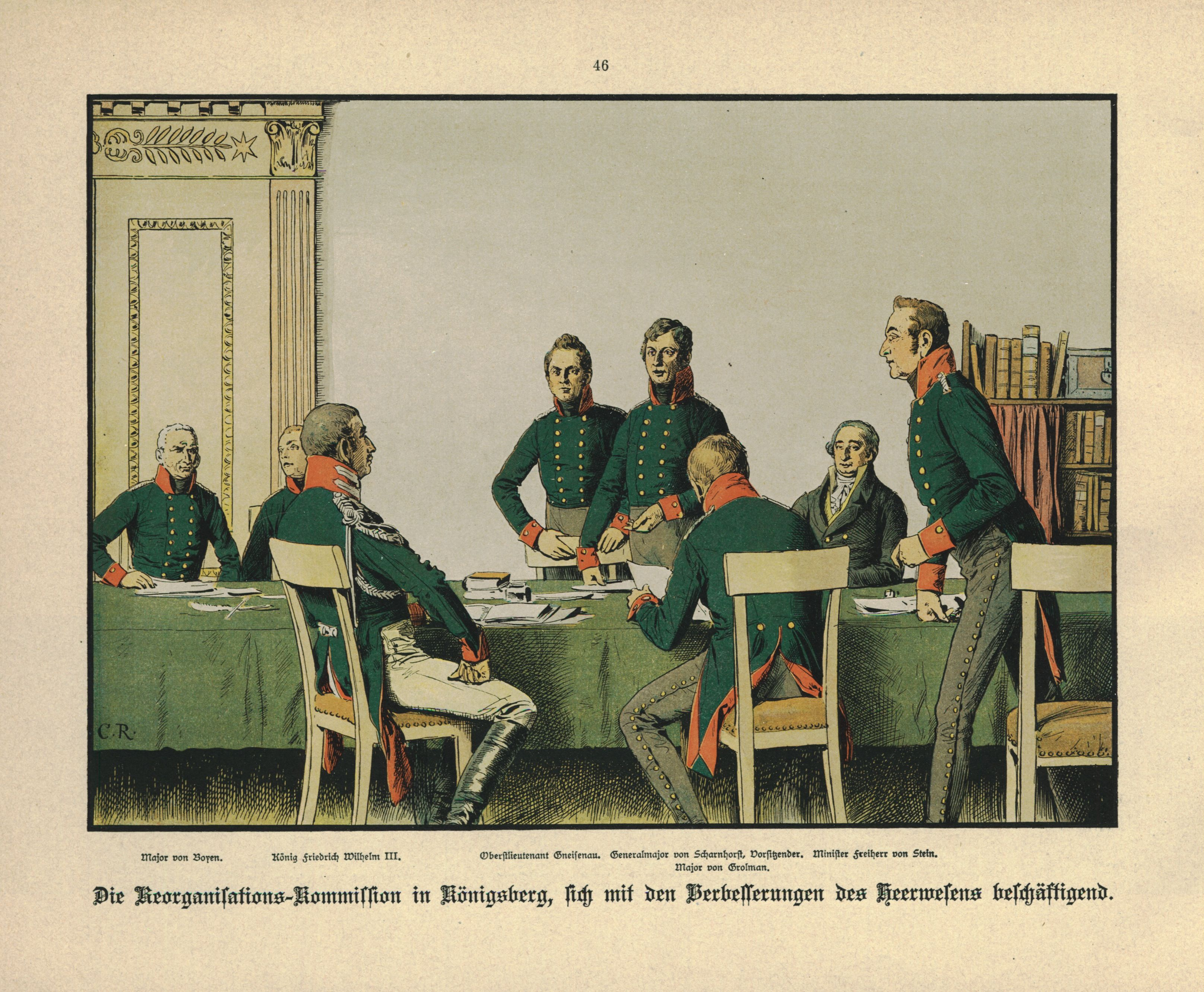
Reunião dos reformadores do Exército Prussiano (Heeresreform) em Königsberg em 1807; litografia de Carl Röchling

Em 1819 Königsberg tinha uma população de 63 800 habitantes. Serviu como capital da Província unida da Prússia de 1824 a 1878, quando a Prússia Oriental foi fundida com a Prússia Ocidental. Foi também a sede do Regierungsbezirk Königsberg, uma subdivisão administrativa.
Liderada pelo presidente provincial Theodor von Schön e pelo jornal Königsberger Volkszeitung, Königsberg era um reduto do liberalismo contra o governo conservador do rei Frederico Guilherme IV. Durante a revolução de 1848, houve 21 episódios de agitação pública na cidade; grandes manifestações foram reprimidas. Königsberg tornou-se parte do Império Alemão em 1871 durante a unificação da Alemanha liderada pela Prússia. Um sofisticado forte para sua série temporal de fortificações ao redor da cidade que incluía quinze fortes foi concluído em 1888.
A extensa Ferrovia Oriental da Prússia ligava a cidade a Breslau, Thorn, Insterburg, Eydtkuhnen, Tilsit e Pillau. Em 1860, a ferrovia que ligava Berlim a São Petersburgo foi concluída e aumentou o comércio de Königsberg. Extensos bondes elétricos estavam em operação em 1900; e trens a vapores regulares partiam para o Memel, Tapiau e Labiau, Cranz, Tilsit e Danzig. A conclusão de um canal para Pillau em 1901 aumentou o comércio de grãos russos em Königsberg, mas, como grande parte da Alemanha Oriental, a economia da cidade estava geralmente em declínio. A cidade era um importante entreposto para o arenque escocês. em 1904 a exportação atingiu o pico de mais de 322 mil barris. Em 1900, a população da cidade havia crescido para 188 000, com uma guarnição militar de 9 000 homens. Em 1914, Königsberg tinha uma população de 246 000 habitantes; Os judeus floresceram na cidade culturalmente pluralista.

### República de Weimar

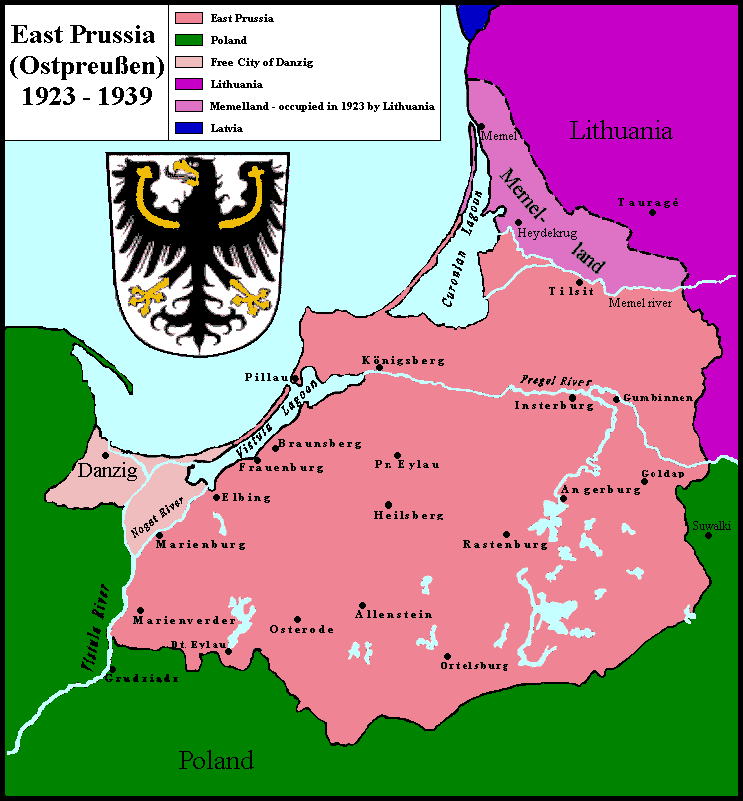
Königsberg dentro das fronteiras da Prússia Oriental de 1919 a 1939

Após a derrota das Potências Centrais na Primeira Guerra Mundial, a Alemanha Imperial foi substituída pela democrática República de Weimar. O Reino da Prússia terminou com a abdicação do monarca Hohenzollern, Guilherme II, e o reino foi sucedido pelo Estado Livre da Prússia. Königsberg e a Prússia Oriental, no entanto, foram separados do resto da Alemanha de Weimar pela criação do Corredor Polonês. Devido à situação geográfica isolada após a Primeira Guerra Mundial, o governo alemão apoiou muitos grandes projetos de infraestrutura: Em 1919, o Aeroporto "Devenau" (o primeiro aeroporto civil na Alemanha), 1920 "Deutsche Ostmesse" (uma nova tarifa comercial alemã; incluindo novos hotéis e estação de rádio), 1929 reconstrução do sistema ferroviário, incluindo a nova estação ferroviária central e 1930 abertura da estação Norte.

### Alemanha Nazista
Em 1932, as SA locais já haviam começado a aterrorizar seus oponentes políticos. Na noite de 31 de julho de 1932 houve um atentado à bomba na sede dos social-democratas em Königsberg, a Otto-Braun-House. O político comunista Gustav Sauf foi morto, e o editor executivo do social-democrata "Königsberger Volkszeitung", Otto Wyrgatsch, e o político do Partido Popular Alemão Max von Bahrfeldt ficaram gravemente feridos. Membros do Reichsbanner foram atacados e o presidente local do Reichsbanner de Lötzen, Kurt Kotzan, foi assassinado em 6 de agosto de 1932.
Após a chegada de Adolf Hitler ao poder, os nazistas confiscaram lojas de judeus e, como no resto da Alemanha, uma queima de livros pública foi organizada, acompanhada de discursos antissemitas em maio de 1933 na praça Trommelplatz. Nomes de ruas e monumentos de origem judaica foram removidos, e placas como "Judeus não são bem-vindos em hotéis" começaram a aparecer. Como parte da "arianização" do serviço público, acadêmicos judeus foram expulsos da universidade.
Em julho de 1934, Hitler fez um discurso na cidade na frente de 25 000 apoiadores. Em 1933, só o NSDAP recebeu 54% dos votos na cidade. Depois que os nazistas tomaram o poder na Alemanha, os políticos da oposição foram perseguidos e os jornais foram banidos. A Casa Otto-Braun foi requisitada e se tornou a sede da SA, que usava a casa para prender e torturar oponentes. Walter Schütz, um membro comunista do Reichstag, foi assassinado lá. Muitos que não cooperaram com os governantes da Alemanha nazista foram enviados para campos de concentração e mantidos prisioneiros até sua morte ou libertação.

Em 1935, a Wehrmacht designou Königsberg como sede da Wehrkreis I (sob o comando do General der Artillerie Albert Wodrig), que abrangia toda a Prússia Oriental. De acordo com o censo de maio de 1939, Königsberg tinha uma população de 372 164 habitantes.

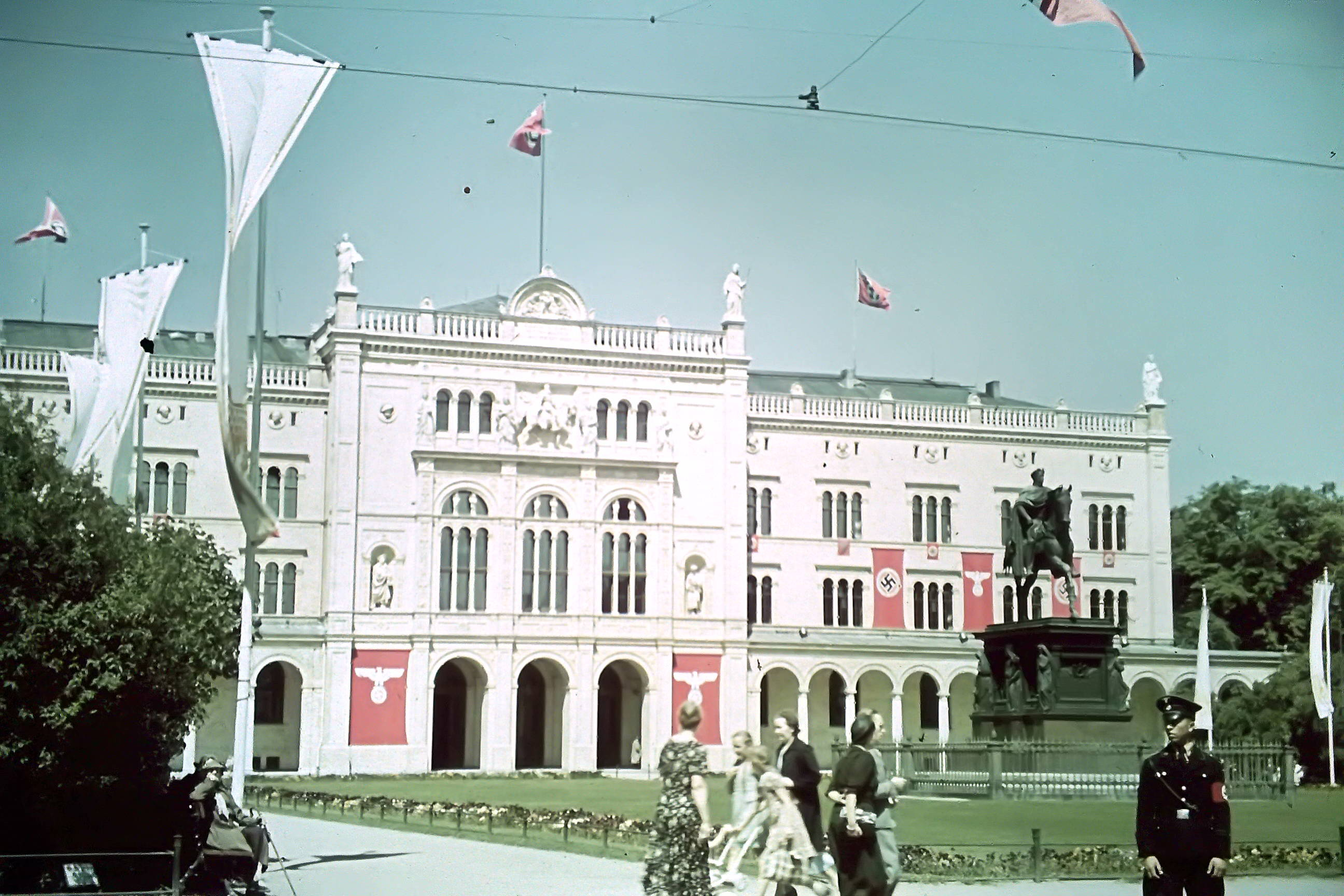
Königsberg em 1938

#### Perseguição de judeus sob o regime nazista
Antes da era nazista, Königsberg era o lar de um terço dos 13 000 judeus da Prússia Oriental. Sob o domínio nazista, as minorias polonesas e judaicas foram classificadas como Untermensch e perseguidas pelas autoridades. A população judaica da cidade diminuiu de 3 200 em 1933 para 2 100 em outubro de 1938. A Nova Sinagoga de Königsberg, construída em 1896, foi destruída durante a Kristallnacht (9 de novembro de 1938); 500 judeus logo fugiram da cidade.
Após a Conferência de Wannsee de 20 de janeiro de 1942, os judeus de Königsberg começaram a ser deportados para vários campos de concentração nazistas: as SS enviaram o primeiro e maior grupo de deportados judeus, composto por 465 homens, mulheres e crianças judeus, de Königsberg e Prússia Oriental ao Campo de extermínio de Trostenets perto de Minsk, em 24 de junho de 1942. Quase todos foram assassinados logo após sua chegada. Transportes adicionais de Königsberg para o gueto de Theresienstadt e Auschwitz ocorreram até 1945.

#### Perseguição dos poloneses durante a Segunda Guerra Mundial
Em setembro de 1939, com a invasão alemã contra a Polônia em curso, o consulado polonês em Königsberg foi atacado (o que constituiu uma violação do direito internacional), seus trabalhadores presos e enviados para campos de concentração onde vários deles morreram. Estudantes poloneses da universidade local foram capturados, torturados e executados. Outras vítimas incluíram civis poloneses locais guilhotinados por pequenas violações da lei e regulamentos nazistas, como compra e venda de carne.
Em setembro de 1944, 69 000 trabalhadores escravos estavam registrados na cidade (sem contar os prisioneiros de guerra), a maioria trabalhando na periferia; dentro da cidade havia 15 000 trabalhadores escravos. A todos eles foi negada a liberdade de ir e vir, forçados a usar um "P" se fossem poloneses, ou "Ost" (Leste), se fossem da União Soviética, e eram vigiados por unidades especiais da Gestapo e da Wehrmacht. A eles foram negadas as necessidades básicas, e sofreram de fome e exaustão. As condições do trabalho forçado foram descritas como "trágicas", especialmente para poloneses e russos, que foram tratados com severidade por seus supervisores alemães. Ordenados a pintar navios alemães com tintas e produtos químicos tóxicos, eles não receberam máscaras de gás nem ventilação nas instalações onde trabalhavam, supostamente para agilizar a construção, enquanto as substâncias evaporavam em temperaturas de até 40 graus Celsius. Como resultado, houve casos de doença súbita ou morte durante o trabalho.

#### Destruição na Segunda Guerra Mundial

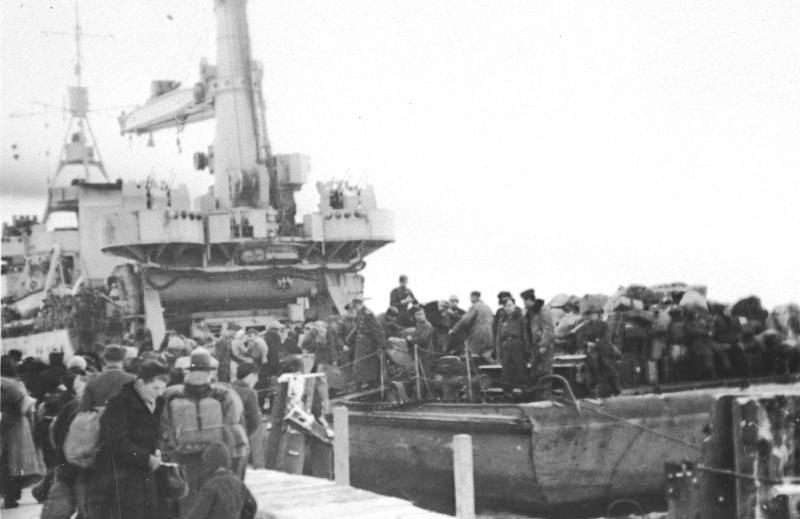
Refugiados fugindo de Königsberg antes do avanço do Exército Vermelho em 1945

Em 1944, Königsberg sofreu grandes danos devido aos bombardeios britânicos e ardeu por vários dias. O centro histórico da cidade, especialmente os bairros originais Altstadt, Löbenicht e Kneiphof foram destruídos, incluindo a catedral, o castelo, todas as igrejas da cidade velha, as antigas e as novas universidades e os antigos bairros de navegação.
Muitas pessoas fugiram de Königsberg antes do avanço do Exército Vermelho após outubro de 1944, particularmente depois que a notícia das atrocidades soviéticas em Nemmersdorf se espalhou. No início de 1945, as forças soviéticas, sob o comando do marechal soviético nascido na Polônia Konstantin Rokossovsky, sitiaram a cidade que Hitler havia imaginado como o lar de um museu com todos os alemães que haviam "encontrado na Rússia". Na Operação Samland, a 1ª Frente Báltica do general Baghramyan, agora conhecida como Grupo Samland, capturou Königsberg em abril. Embora Hitler tivesse declarado Königsberg um "bastião invencível do espírito alemão", os soviéticos capturaram a cidade após um cerco de três meses. Uma fuga alemã temporária permitiu que alguns dos civis restantes escapassem por trem e evacuação naval do porto próximo de Pillau. Königsberg, que havia sido declarada uma "fortaleza" (Festung) pelos alemães, foi defendida fanaticamente.
Em 21 de janeiro, durante a Ofensiva da Prússia Oriental do Exército Vermelho, principalmente judeus poloneses e húngaros de Seerappen, Jesau, Heiligenbeil, Schippenbeil e Gerdauen (subcampos do campo de concentração de Stutthof) foram reunidos em Königsberg pelos nazistas. Até 7 000 deles foram forçados a uma marcha da morte para Sambia: aqueles que sobreviveram foram posteriormente executados em Palmnicken.
Em 9 de abril – um mês antes do fim da guerra na Europa – o comandante militar alemão de Königsberg, general Otto Lasch, rendeu o que restava de suas forças, após o cerco de três meses do Exército Vermelho. Por este ato, Lasch foi condenado à morte, à revelia, por Hitler. No momento da rendição, os mortos militares e civis na cidade foram estimados em 42 000, com o Exército Vermelho reivindicando mais de 90 000 prisioneiros. O bunker de comando subterrâneo de Lasch é preservado como um museu na atual Kaliningrado.
Cerca de 120 000 sobreviventes permaneceram nas ruínas da cidade devastada. Os civis alemães foram mantidos como trabalhadores forçados até 1946. Apenas os lituanos, uma pequena minoria da população pré-guerra, foram coletivamente autorizados a ficar. Entre outubro de 1947 e outubro de 1948, cerca de 100 000 alemães foram transferidos à força para a Alemanha. Os restantes 20 000 residentes alemães foram expulsos em 1949–50.
De acordo com documentos soviéticos, havia 140 114 habitantes alemães em setembro de 1945 na região que mais tarde se tornou o Oblast de Kaliningrado, dos quais 68 014 em Königsberg. Entre abril de 1947 e maio de 1951, segundo documentos soviéticos, 102 407 foram deportados para a zona de ocupação soviética da Alemanha. Quantos dos deportados eram da cidade de Königsberg não se torna aparente nos registros soviéticos. Estima-se que 43 617 alemães estavam na cidade na primavera de 1946. Segundo o historiador alemão Andreas Kossert, havia cerca de 100 000 a 126 000 civis alemães na cidade no momento da conquista soviética, e destes apenas 24 000 sobreviveram para serem deportados. em 1947. A fome foi responsável por 75% das mortes, epidemias (especialmente febre tifóide) por 2,6% e violência por 15%, segundo Kossert.

### Kaliningrado soviético/russo

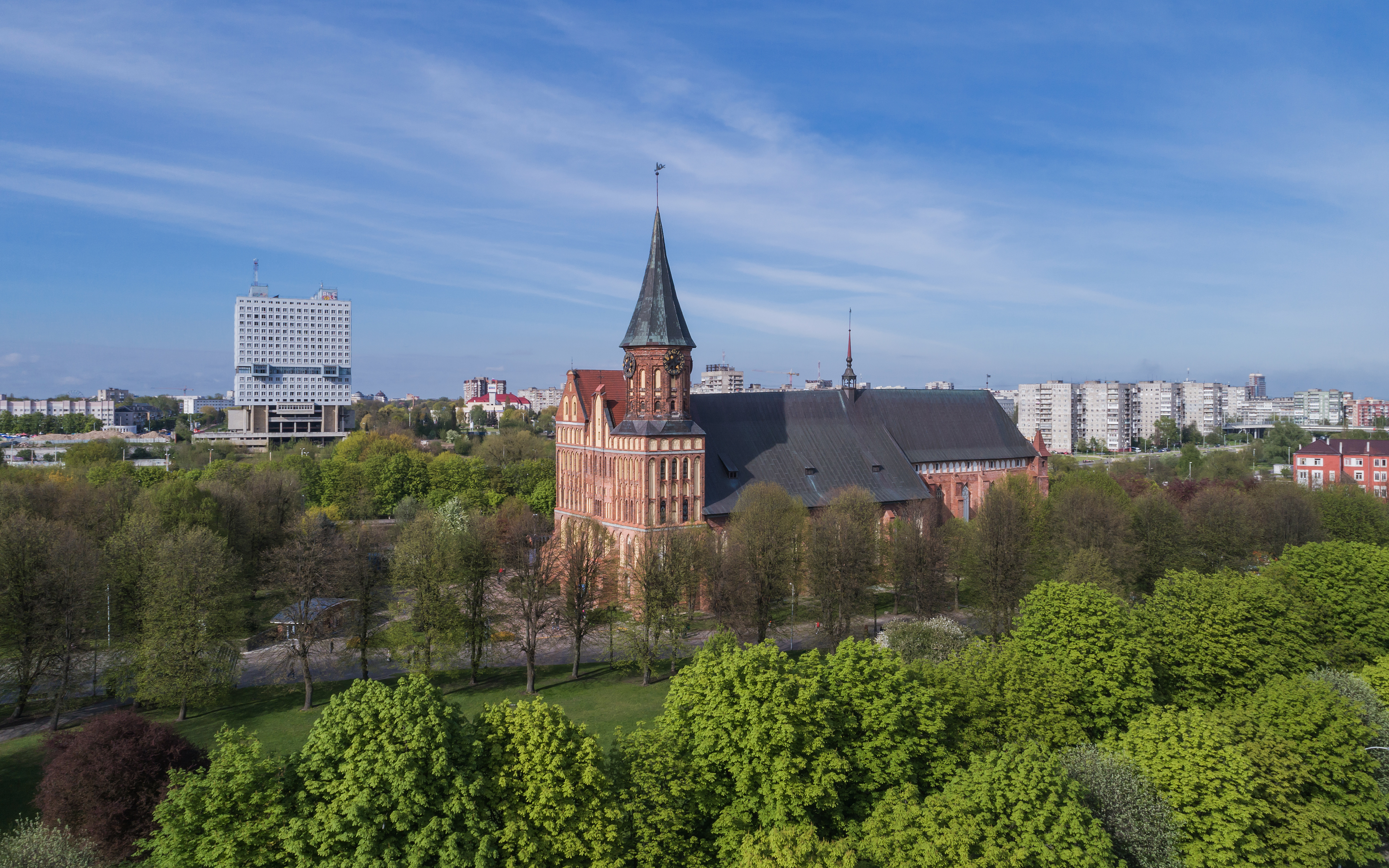
Catedral de Königsberg recentemente restaurada

Na Conferência de Potsdam, o norte da Prússia, incluindo Königsberg, foi anexado pela URSS, que o anexou ao SFSR russo. Em 1946, o nome da cidade foi alterado para Kaliningrado. O norte da Prússia permaneceu parte da União Soviética até sua dissolução em 1991, e desde então tem sido um exclave da Federação Russa.

## Demografia
A grande maioria da população pertencia à Igreja Evangélica da Prússia. A maioria de seus paroquianos eram luteranos, embora também houvesse calvinistas.
Número de habitantes, por ano
- 1400:  10 000
- 1663:  40 000
- 1819:  63 869
- 1840:  70 839
- 1855:  83 593
- 1871: 112 092
- 1880: 140 909
- 1890: 172 796
- 1900: 189 483 (incluindo os militares), entre os quais 8 465 católicos romanos e 3 975 judeus[76]
- 1905: 223 770, entre os quais estavam 10 320 católicos romanos, 4 415 judeus e 425 poloneses.[77]
- 1910: 245 994
- 1919: 260 895
- 1925: 279 930,entre os quais estavam 13 330 católicos e 4 050 judeus.[78]
- 1933: 315 794
- 1939: 372 164
- 1945:  73 000

### Judeus

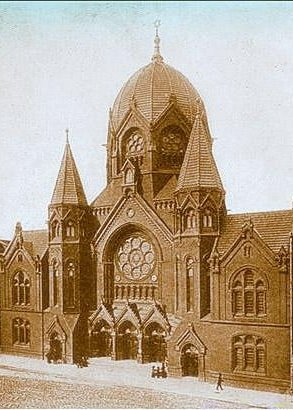
A Nova Sinagoga, destruída na Kristallnacht em 1938, reconstruída em 2018

A comunidade judaica na cidade teve suas origens no século XVI, com a chegada dos primeiros judeus em 1538. A primeira sinagoga foi construída em 1756. Uma segunda sinagoga, menor, que servia aos judeus ortodoxos, foi construída posteriormente, tornando-se a Nova Sinagoga.
A população judaica de Königsberg no século XVIII era bastante baixa, embora isso tenha mudado à medida que as restrições foram relaxadas ao longo do século XIX. Em 1756 havia 29 famílias de "judeus protegidos" em Königsberg, que aumentou para 57 em 1789. O número total de habitantes judeus era inferior a 500 em meados do século XVIII, e cerca de 800 no final, fora de uma população total de quase 60 000 pessoas.
O número de habitantes judeus atingiu o pico em 1880 em cerca de 5 000, muitos dos quais eram migrantes fugindo de pogroms no império russo. Esse número diminuiu posteriormente, de modo que em 1933, quando os nazistas assumiram o poder, a cidade tinha cerca de 3 200 judeus. Como resultado do antissemitismo e perseguição nas décadas de 1920 e 1930, dois terços dos judeus da cidade emigraram, principalmente para os EUA e Grã-Bretanha. Os que permaneceram foram enviados pelos alemães para campos de concentração em duas ondas; primeiro em 1938 para vários campos na Alemanha, e o segundo em 1942 para o campo de concentração de Theresienstadt na Tchecoslováquia ocupada, campo de concentração de Kaiserwald na Letônia ocupada, bem como campos em Minsk na República Socialista Soviética da Bielorrússia ocupada.

### Lituanos
A Universidade de Königsberg foi um importante centro de cultura e estudos protestantes lituanos. Abraomas Kulvietis e Stanislovas Rapalionis também são vistos como importantes estudiosos lituanos. Daniel Klein publicou o primeiro livro de gramática lituana em Königsberg em 1653

### Poloneses

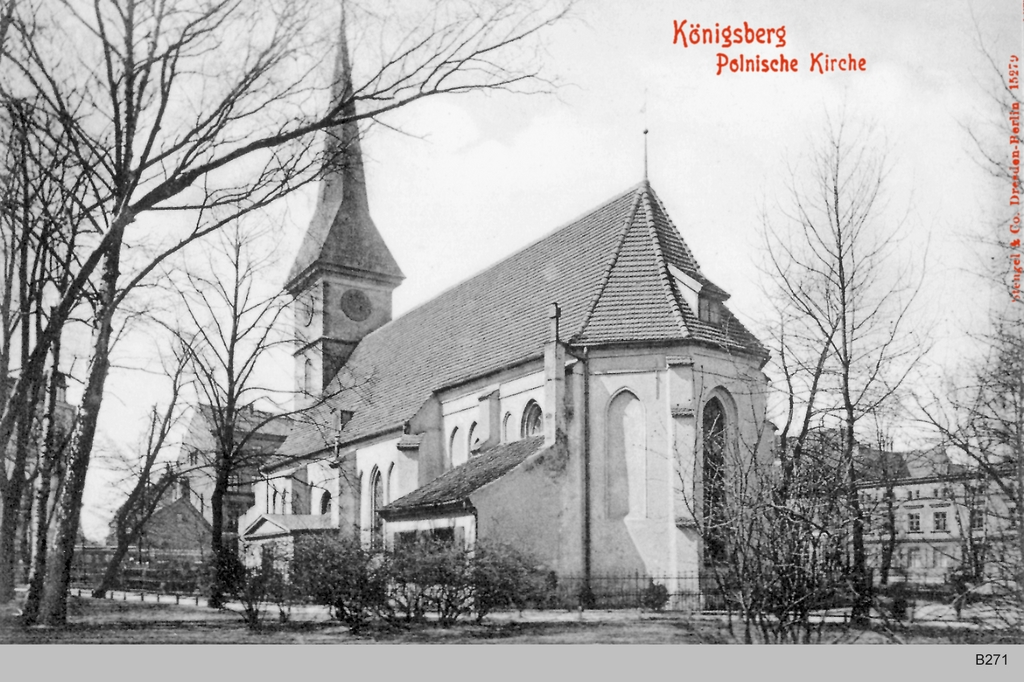
a Igreja Steindamm, também conhecida como Igreja Polonesa, em 1908; suas ruínas foram demolidas em 1950

Os poloneses estavam entre os primeiros professores da Universidade de Königsberg, que recebeu a Lei do Privilégio real do rei Sigismundo II Augusto da Polônia em 28 de março de 1560. Os professores da Universidade de Königsberg incluíam Hieronim Malecki (teologia), Maciej Menius (astronomia) e Jan Mikulicz- Radecki (medicina). Jan Kochanowski e Stanislaw Sarnicki estavam entre os primeiros alunos conhecidos por serem poloneses, depois Florian Ceynowa, Wojciech Kętrzynski e Julian Klaczko estudaram em Königsberg. Por 24 anos Celestyn Myślenta (que se registrou pela primeira vez na Universidade como "Polonus") foi sete vezes reitor da universidade, enquanto Maciej Menius foi três vezes reitor. A partir de 1728 houve um "Seminário Polonês" no seminário de teologia protestante, que funcionou até o início da década de 1930 e desenvolveu vários pastores, incluindo Christoph Mrongovius e August Grzybowski. O duque Alberto da Prússia estabeleceu uma editora em Königsberg que publicou milhares de panfletos e livros religiosos poloneses. Durante a Reforma Königsberg tornou-se um local de refúgio para adeptos protestantes poloneses, um campo de treinamento para o clero protestante polonês e uma fonte de literatura protestante polonesa. Em 1564, Jan Mączyński publicou seu léxico polonês-latino em Königsberg.
Segundo o historiador Janusz Jasiński, com base em estimativas obtidas dos registros da Igreja de São Nicolau, durante a década de 1530 os poloneses luteranos constituíam cerca de um quarto da população da cidade. Isso não inclui católicos poloneses ou calvinistas que não tinham locais de culto centralizados até o século XVII, portanto, registros que remontam a esses dois grupos não estão disponíveis.
Dos séculos XVI ao XX, a cidade foi um centro editorial de literatura religiosa em língua polonesa. Em 1545, em Königsberg, um catecismo polonês foi impresso por Jan Seklucjan. Em 1551 saiu a primeira tradução do Novo Testamento em polonês, publicada por Stanisław Murzynowski. As coleções de sermões de Murzynowski foram entregues por Eustachy Trepka e em 1574 por Hieronim Malecki. As obras de Mikolaj Rej foram impressas aqui por Seklucjan. Maciej Stryjkowski anunciou em Königsberg a publicação de seu Kronika Polska, Litewska, Żmudzka, i wszystkiej Rusi ("Uma Crônica da Polônia, Lituânia, Samogícia e todos os Rus").
Embora formalmente a relação dessas terras com a Polônia tenha cessado no final do século XVII, na prática o elemento polonês em Königsberg teve um papel significativo no século seguinte, até a eclosão da Segunda Guerra Mundial. Antes da segunda metade do século XIX, muitas instituições municipais (por exemplo, tribunais, magistrados) empregavam tradutores poloneses e havia um curso de polonês na universidade. Livros poloneses foram emitidos, bem como revistas, sendo o último o Kalendarz Staropruski Ewangelicki (Antigo Calendário Evangélico Prussiano) emitido entre 1866 e 1931.
Durante a Reforma Protestante, a igreja mais antiga de Königsberg, São Nicolau, foi aberta para não-alemães, especialmente lituanos e poloneses. Os serviços para os lituanos começaram em 1523 e, em meados do século XVI, também incluíam os poloneses. Em 1603, tornou-se uma igreja exclusivamente de língua polonesa quando o serviço lituano foi transferido para St. Elizabeth. Em 1880, São Nicolau foi convertido em uma igreja de língua alemã; os serviços poloneses semanais permaneceram apenas para os masurianos no exército prussiano, embora tenham sido interrompidos em 1901. A igreja foi bombardeada em 1944, mais danificada em 1945, e as ruínas restantes foram demolidas após a guerra em 1950.

## Cultura e sociedade de Königsberg

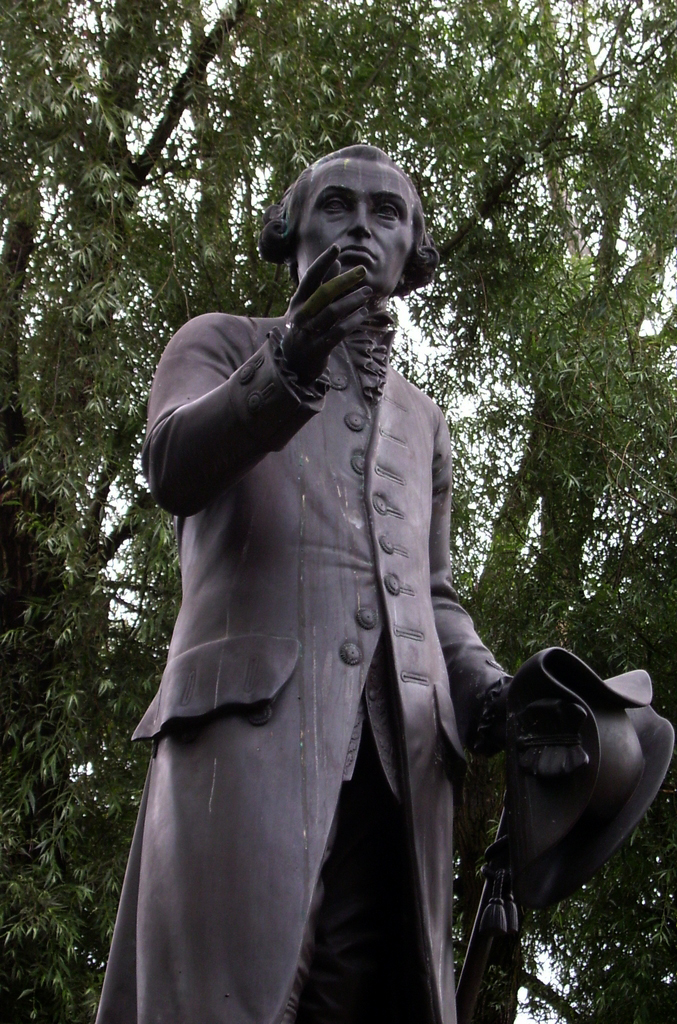
Estátua de Immanuel Kant em Königsberg (Kaliningrado)

### Notáveis
Königsberg foi o berço do matemático Christian Goldbach e do escritor E.T.A. Hoffmann, bem como a casa do filósofo Immanuel Kant, que viveu lá praticamente toda a sua vida e raramente viajava mais que 16 km da cidade. Kant entrou na universidade de Königsberg aos 16 anos e foi nomeado para uma cátedra de metafísica lá em 1770 aos 46 anos. Enquanto trabalhava lá, ele publicou sua Crítica da Razão Pura (argumentando que o conhecimento surge da aplicação de conceitos inatos à experiência sensorial ) e sua Metafísica da Moral que argumenta que a virtude é adquirida pelo cumprimento do dever por si mesmo. Em 1736, o matemático Leonhard Euler usou o arranjo das pontes e ilhas da cidade como base para o Problema das Sete Pontes de Königsberg, que levou aos ramos matemáticos da topologia e da teoria dos grafos. No século XIX Königsberg foi o berço do influente matemático David Hilbert.

### Idiomas
A língua do governo e da alta cultura era o alemão. O dialeto da Baixa Prússia era amplamente falado, mas agora é uma língua moribunda, pois seus falantes de refugiados são idosos e estão morrendo. Como a capital da região da Prússia Oriental, que era um território multiétnico, diversas línguas como letão, lituano, polonês e iídiche eram comumente ouvidas nas ruas de Königsberg. O prussiano antigo, uma língua báltica, foi extinto no século XVIII.

### As artes visuais e cênicas

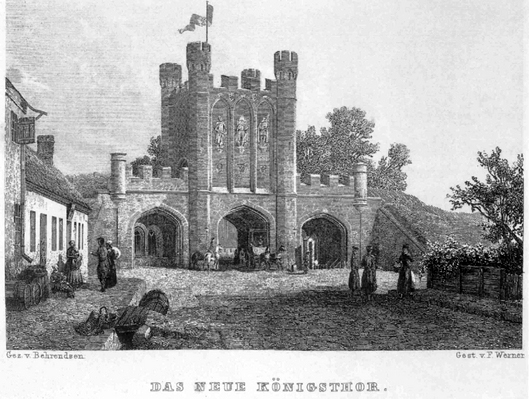
O Königstor (Portão do Rei) no século XIX. Foi restaurado em 2005

Na Königsstraße (Rua do Rei) ficava a Academia de Arte com uma coleção de mais de 400 pinturas. Cerca de 50 obras foram de mestres italianos; algumas pinturas holandesas antigas também foram encontradas lá. No Königstor (Portão do Rei) havia estátuas do rei Otacar I da Boêmia, Alberto da Prússia e Frederico I da Prússia. Ao longo da Bahnhofsstraße ("Rua da Estação") ficavam os escritórios da famosa Royal Amber Works – Samland era celebrada como a "Costa do Âmbar". Havia também um observatório montado pelo astrônomo Friedrich Bessel, um jardim botânico e um museu zoológico. O "Physikalisch", perto do Heumarkt, continha coleções botânicas e antropológicas e antiguidades pré-históricas. Dois grandes teatros construídos durante a era Guilhermina foram o Stadttheater (teatro municipal) e o Apollo.

### Castelo de Königsberg

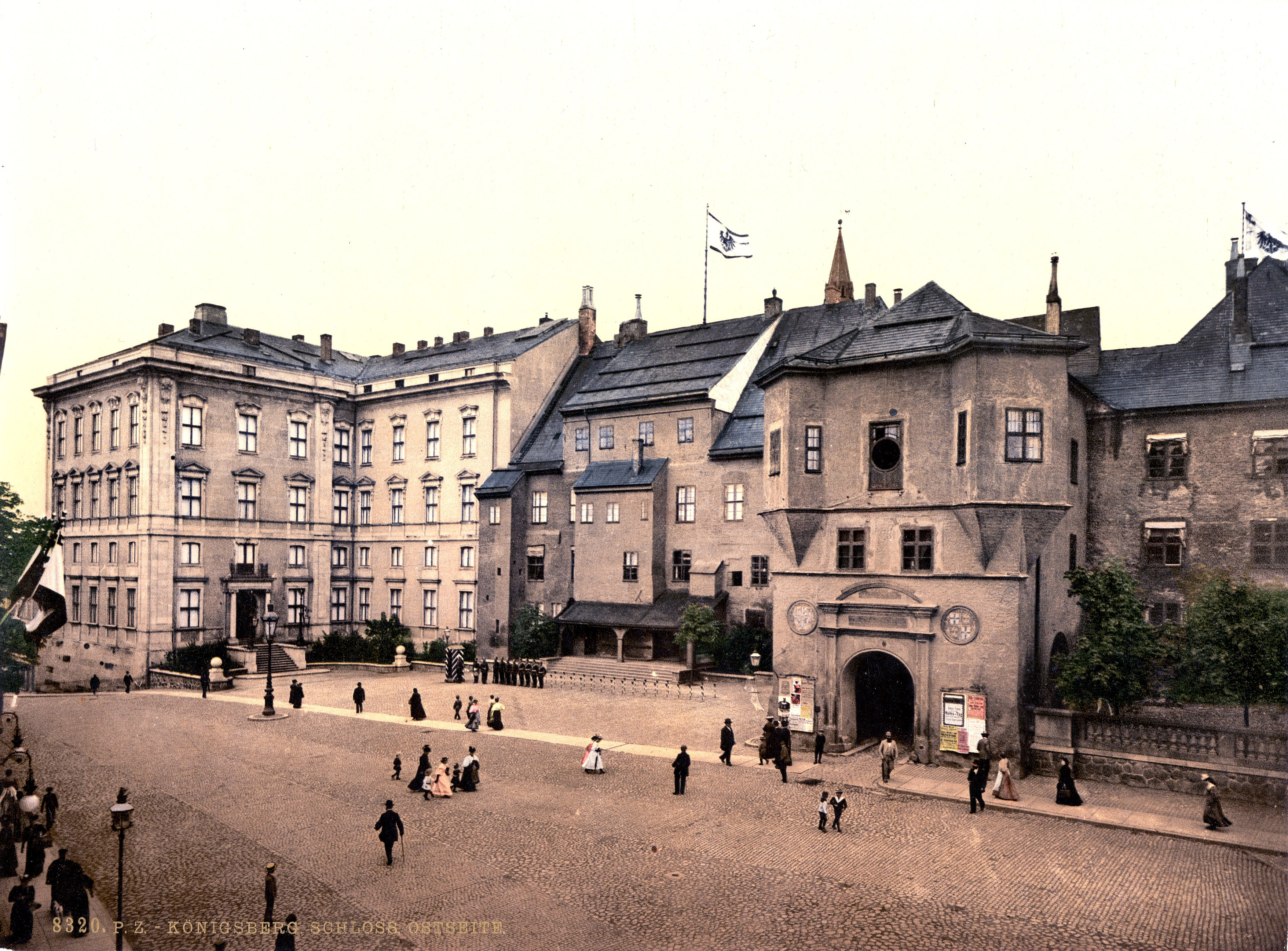
Lado oriental do Castelo de Königsberg, século XIX

O Castelo de Königsberg foi uma das estruturas mais notáveis da cidade. Antiga sede dos Grão-Mestres dos Cavaleiros Teutônicos e dos Duques da Prússia, continha a Schloßkirche, ou igreja do palácio, onde Frederico I foi coroado em 1701 e Guilherme I em 1861. Também continha o espaçoso Moscowiter-Saal, um dos os maiores salões do Reich alemão e um museu da história prussiana.

### Centro de educação
Königsberg tornou-se um centro de educação quando a Universidade Albertina foi fundada pelo duque Alberto da Prússia em 1544. A universidade ficava em frente ao lado norte e leste da Catedral de Königsberg. O estudioso lituano Stanislovas Rapalionis, um dos fundadores da universidade, foi o primeiro professor de teologia.

### Metrópole multiétnica e multicultural
Como consequência da Reforma Protestante, as ordens da igreja prussiana de 1525 e subsequentes exigiram o fornecimento de literatura religiosa nas línguas faladas pelos destinatários. O duque Albrecht então chamou um impressor de livros de Danzig (Gdańsk), Hans Weinreich, que logo se juntou a outros impressores de livros, para publicar literatura luterana não apenas em alemão e (novo) latim, mas também em letão, lituano, prussiano antigo e polonês. A audiência esperada eram habitantes do ducado, refugiados religiosos, luteranos na vizinha Ermland (Vármia), Lituânia e Polônia, bem como padres luteranos da Polônia e Lituânia chamados pelo duque. Königsberg tornou-se assim um centro de impressão de livros em alemão e em outros idiomas: Em 1530, a primeira tradução polonesa do Pequeno Catecismo de Lutero foi publicada por Weinrich. Em 1545, Weinreich publicou duas edições prussianas antigas do catecismo, que são os livros impressos mais antigos e o segundo mais antigo nessa língua, depois do "dicionário Elbing" manuscrito do século XIV. O primeiro livro em língua lituana, Catechismvsa prasty szadei, makslas skaitima raschta yr giesmes por Martynas Mažvydas, também foi impresso em Königsberg, publicado por Weinreich em 1547. Seguiram-se outras impressões religiosas e não religiosas em língua polonesa e lituana. Um dos primeiros jornais em polonês foi publicado em Königsberg nos anos 1718-1720, o Poczta Królewiecka.

### Sports
Os clubes esportivos que jogaram em Königsberg incluíam o VfB Königsberg e o SV Prussia-Samland Königsberg. Lilli Henoch, o recordista mundial nos eventos de disco, arremesso de peso e revezamento 4x100 metros que foi morto pelos nazistas, nasceu em Königsberg, assim como Eugen Sandow, apelidado de "pai do fisiculturismo moderno". O Segelclub RHE, o clube de vela mais antigo da Alemanha, foi fundado em Königsberg em 1855. O clube ainda existe e agora está sediado em Hamburgo.

### Culinária

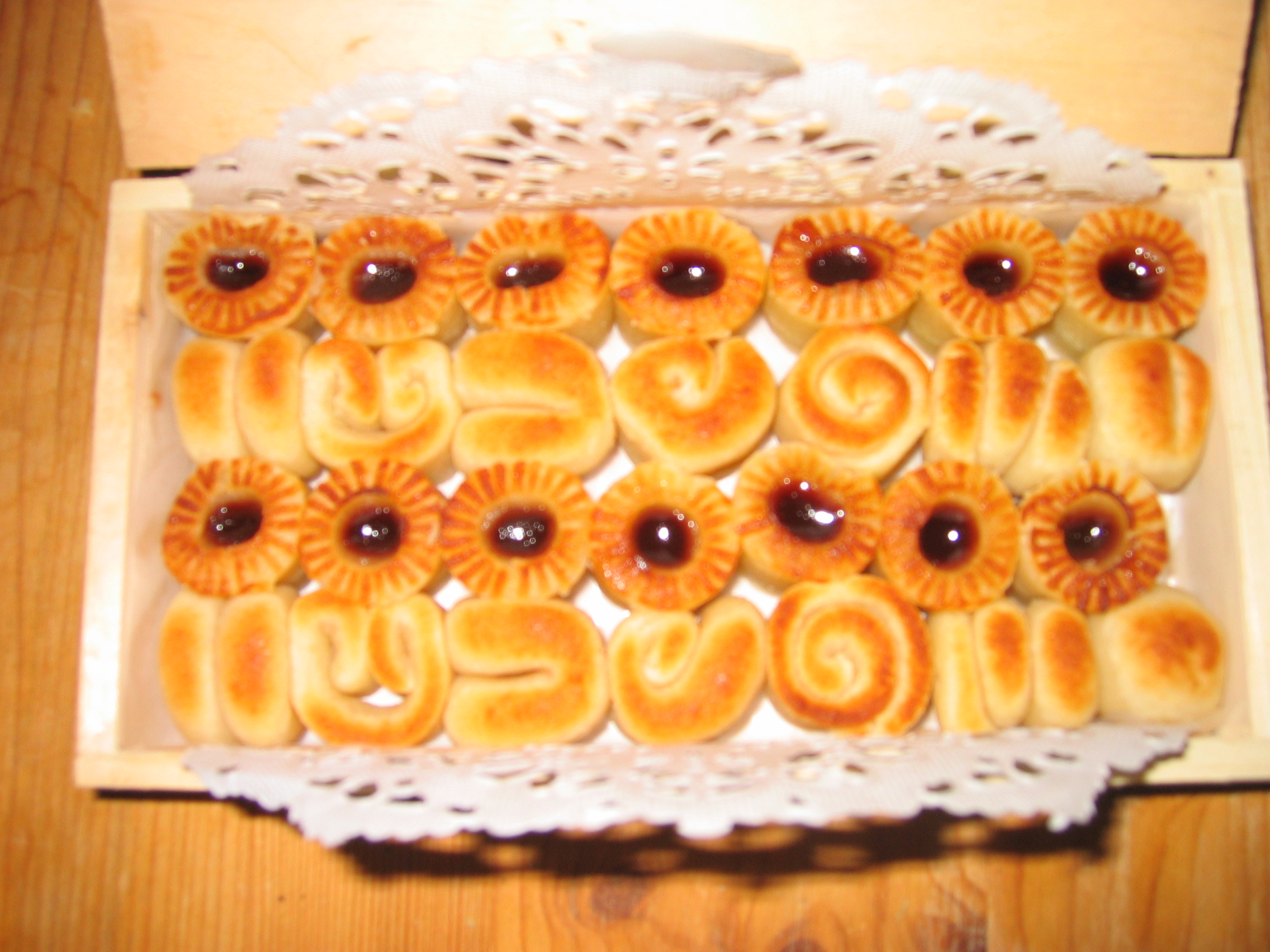
Marzipã de Königsberg

Königsberg era bem conhecido na Alemanha por sua culinária regional única. Um prato popular da cidade era o Königsberger Klopse, que ainda hoje é feito em alguns restaurantes especializados em Kaliningrado e na atual Alemanha.
Outras comidas e bebidas nativas da cidade incluíam:
- Marzipã de Königsberg
- Kopskiekelwein, um vinho feito de groselhas negras ou groselhas
- Bärenfang, licor alemão com sabor de mel à base de vodka.
- Ochsenblut, literalmente "sangue de boi", um coquetel champanhe-borgonha misturado no popular pub Blutgericht, que não existe mais.

## Fortificações

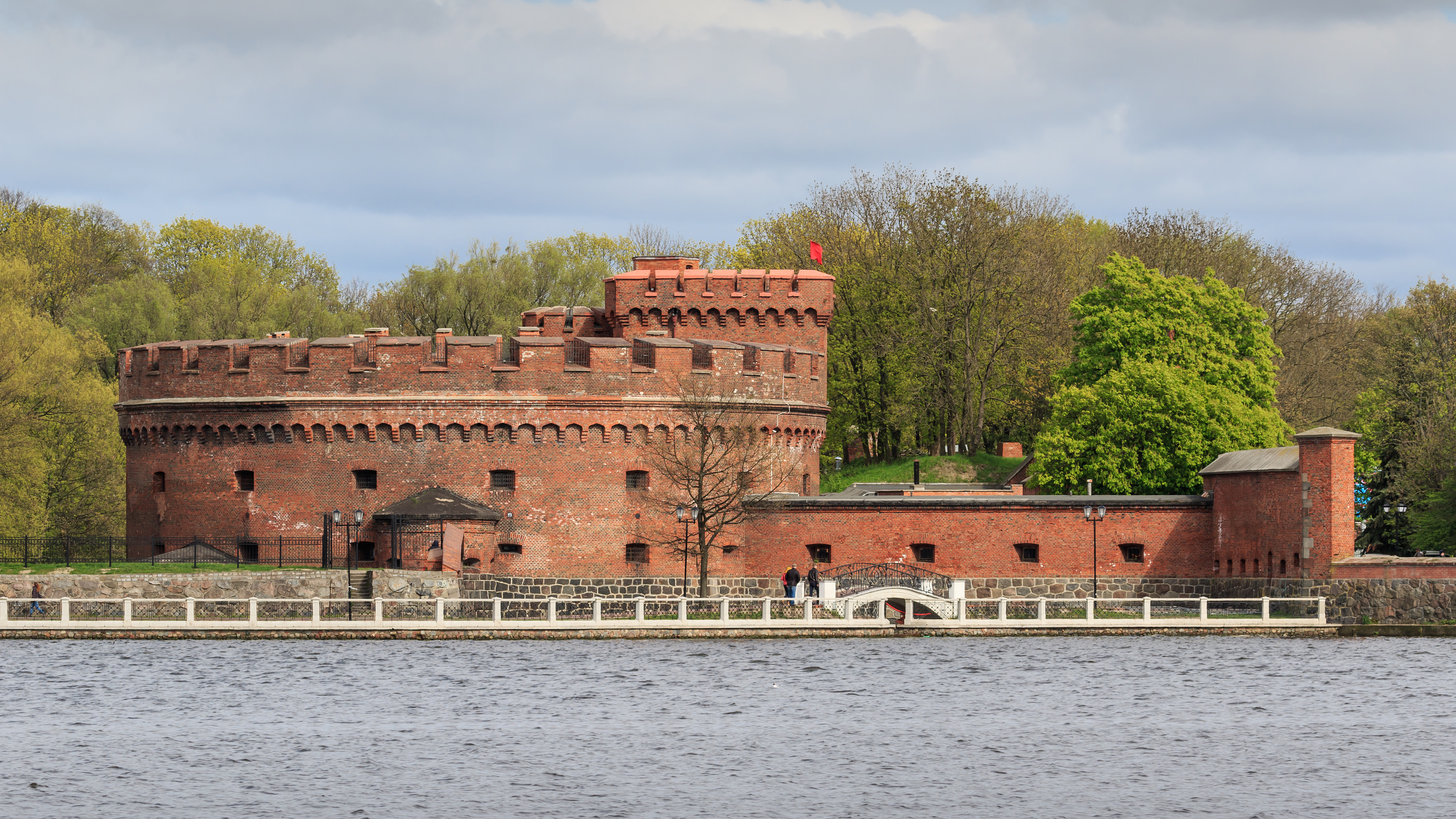
Torre Dohna, a última a se render após a invasão soviética de Königsberg em 1945.

As fortificações de Königsberg consistem em inúmeras muralhas defensivas, fortes, bastiões e outras estruturas. Eles compõem o Primeiro e o Segundo Cinturão Defensivo, construídos em 1626-1634 e 1843-1859, respectivamente. O primeiro cinturão de 15 metros de espessura foi erguido devido à vulnerabilidade de Königsberg durante as guerras polaco-suecas. O Segundo Cinturão foi construído em grande parte no lugar do primeiro, que estava em péssimas condições. A nova cintura incluía doze baluartes, três revelins, sete bancos de espólios e duas fortalezas, rodeadas por fosso de água. Dez portões de tijolos serviram como entradas e passagens pelas linhas defensivas e foram equipados com pontes móveis.
Havia uma Torre Bismarck nos arredores de Königsberg, no Galtgarben, o ponto mais alto da península da Sambian. Foi construído em 1906 e destruído pelas tropas alemãs em janeiro de 1945, quando os soviéticos se aproximaram.